# 明德森特卡尔洛
明德森特卡尔洛，是匈牙利维斯普雷姆州所辖的一个村，总面积10.84平方公里，总人口294，人口密度27.1人/平方公里（2010年1月1日）。